# Эмме, Елена Карловна
Елена (Хельми) Карловна Эмме (1 [13] декабря 1883 — 10 марта 1942) — советский учёный, доктор биологических наук.

## Биография
Дочь купца третьей гильдии Карла Александровича Берга, двоюродная сестра академика Акселя Ивановича Берга. После замужества носила фамилию Эмме (муж — М. Е. фон Эмме, брак расторгнут в 1927 г.).
Окончила немецкую гимназию (Петришуле) (1900), её педагогический класс (1901, получила диплом домашней учительницы), Высшие Бестужевские курсы (1907), сдала экстерном экзамены за естественное отделение физико-математического факультета Петербургского университета (1910).
В 1910—1912 слушала лекции по зоологии в университетах Лозанны и Вены, путешествовала по странам Европы. По возвращении в Россию преподавала естествознание в женской гимназии при Реформистской церкви и работала в других школах Петербурга/Петрограда до 1920 года.
В 1920—1921 годах сдала в Петроградском университете магистерские. Преподавала на рабфаке университета (1920—1931).
С октября 1922 г. под руководством Н. И. Вавилова работала цитологом в Отделе прикладной агрономии ВИР. Перевела на русский язык классические труды по генетике: Т. Морган, «Теория эволюции в современном освещении» (1926) и В. Иогансен, «Элементы точного учения об изменчивости и наследственности» (1933).
В 1935 г. защитила докторскую диссертацию на тему «Генетическое исследование настоящих овсов».
В 1936—1939 работала в Москве в Институте картофельного хозяйства. С 1939 года зав. кафедрой генетики и цитологии Горьковского сельскохозяйственного института. Одновременно с педагогическо-преподавательской деятельностью вела селекцию картофеля на ракоустойчивость, собирала коллекцию сортов.
Повесилась в камере 10 марта 1942 года (по другим данным, умерла от болезни или была убита). Информация о том, что во время следствия Эмме сотрудничала с органами НКВД, архивными данными не подтверждается.
Сын — Андрей Макарович Эмме (1914—1964), выпускник кафедры генетики животных ЛГУ (1936), автор монографии: Биологические часы [Текст] / АН СССР. Сиб. отд-ние. Ин-т математики. — Новосибирск : Наука. Сиб. отд-ние, 1967. — 149 с.

## Публикации
- Генетика картофеля. I. Наследование окраски венчика у 24 хромосомных видов картофеля / Е. К. Эмме // Биол. журн.-1936.- 5, 977. — С.12-18.
- Solanum rybinii Juz.et Buk., S. stenotomum Juz. Et Buk / E.K. Эмме // Биол. журн.- 1937. −6, 787. С. 10-17.

19 октября 1941 г. арестована. Обвинения:
- передача шпионских сведений германскому вице-консулу Цейхлину в 1931 г.;
- дискредитация научных достижений академика Лысенко совместно с академиком Н. И. Вавиловым;
- враждебная настроенность к советской власти;
- ведение вредительской работы вместе с академиком Н. И. Вавиловым в ВИРе;
- вредительство в биологической науке путем торможения разработки голозерных и пленчатых овсов.